# 马来酸二丁酯
马来酸二丁酯（英語： 或 Dibutyl maleate）是一种有机化合物，结构简式(CHCO2Bu)2（Bu为正丁基），可看作馬來酸（顺丁烯二酸）与1-丁醇形成的二羧酸二酯，常温常压下为无色油状液体，混有杂质会表现为浅黄色。